# Katherine Langford
Katherine Langford (* 29. dubna 1996 Perth, Austrálie) je australská herečka. K jejím nejvýznamnějším rolím patří postava Hannah Baker v seriálu společnosti Netflix 13 Reasons Why, jenž byl natočen na motivy románu Proč? 13x proto od Jaye Ashera. Za tuto roli získala nominaci na Zlatý glóbus. V roce 2018 se jako Vesna objevila ve filmu The Misguided. Následně hrála také ve filmu Já, Simon postavu Leah Burkeové.

## Životopis
Katherine se narodila 29. dubna 1996 v Perthu, v Austrálii jako nejstarší dcera pediatričky Elizabeth Langfordové (rozené Greenové) a Stephena Langforda, doktora pracujícího v Royal Flying Doctor Service of Australia. Její mladší sestra, Josephine Langford, je také herečkou.
V devíti letech začala docházet na lekce zpěvu, konkrétně trénovala klasický, jazzový a moderní zpěv. Bylo jí nabídnuto místo na Perth Modern School. V posledních ročnících střední školy, kdy studovala hudbu a drama, byla kapitánkou sportovního týmu a národní plavkyní.
Během studia kromě hraní v muzikálech zvažovala i medicínu a politiku, nicméně koncert Lady Gaga - Born This Way Ball na kterém byla v 16 letech ji inspiroval a naučila se hrát na klavír. Zveřejnila video na kterém zpívá tři písně které sama napsala: "I've Got a Crush on Zoe Bosch", "Young and Stupid" a "3 Words". "Young and Stupid" je píseň kterou napsala poté co v roce 2013 tři mladiství v Perthu spáchali sebevraždu a Katherine touto cestou ukazuje svůj nesouhlas s tímto činem. V závěrečném roce školy Katherine skončila s plaváním a zaměřila se na hudbu. Byla úspěšná v řadě dramatických soutěží a mnoha hudebních festivalech. Objevila se ve školním představení na motiv Hotel Sorrento a v tomtéž roce maturovala.
Po skončení střední školy byla Langfordová odhodlaná stát se herečkou. Nicméně všechny herecké školy ji odmítly kvůli jejímu nízkému věku a nedostatku zkušeností. Tato odmítnutí ji motivovala k zapisování se do hereckých tříd a workshopů.

## Filmografie

### Film
| Rok  | Název              | Role                | Poznámky            |
| ---- | ------------------ | ------------------- | ------------------- |
| 2016 | Daughter           | Scarlett            | krátkometrážní film |
| 2016 | Imperfect Quadrant | Ruby                | krátkometrážní film |
| 2018 | The Misguided      | Vesna               |                     |
| 2018 | Já, Simon          | Leah Burke          |                     |
| 2019 | Avengers: Endgame  | starší Morgan Stark | vymazaná scéna      |
| 2019 | Na nože            | Meg Thrombrey       |                     |
| TBA  | Spontaneous        | Mara Carlyle        |                     |

### Televize
| Rok       | Název              | Role          | Poznámky |
| --------- | ------------------ | ------------- | --- |
| 2017–2018 | 13 Reasons Why     | Hannah Baker  | hlavní role (1.–2. řada) Australians in Film Awards v kategorii objev roku nominace – Gold Derby TV Awards v kategorii objev roku nominace – MTV Movie & TV Awards v kategorii nejlepší seriálový herecký výkon nominace – People's Choice Awards v kategorii nejoblíbenější hvězda dramatického seriálu nominace – Satellite Awards v kategorii nejlepší ženský herecký výkon v seriálu (dramatický/žánrový) nominace – Zlatý glóbus v kategorii nejlepší ženský herecký výkon v hlavní roli - dramatický seriál |
| 2018      | Robot Chicken      | Steffy (hlas) | díl: „No Wait, He Has a Cane“ |
| 2019      | RuPaul's Drag Race | samu sebe     | |
| 2019      | Prokletá           | Nimue         | hlavní role |